# Farmoor
Farmoor är en by i civil parish Cumnor, i distriktet Vale of White Horse, i grevskapet Oxfordshire, i England. Byn är belägen 6 km från Oxford. Byn hade 518 invånare år 2021.